# 부산광역시도 제14호선
부산광역시도 제14호선은 사상대교를 중심으로 강서구 봉림동 봉림 교차로에서 시작해 수영구에서 황령대로와 이어지는 부산광역시의 도로이다.
사상대교 착공 문제로 인해 전 구간 개설되지 않았으며, 계획 상으로만 남아있는 도로이다. 2017년 12월 27일에 수영구 황령대로까지 연장 지정되었다.

## 연혁
- 2007년 6월 13일 : 부산광역시도 제14호선 공항남로(가칭)로 사상구 괘법교삼거리 ~ 강서구 가락동 8.5 km 구간 노선 지정[1]
- 2012년 11월 28일 : 노선명을 부산광역시도 제14호선 사상대교로 변경 및 노선 구간을 강서구 가락동 ~ 사상구 괘법교삼거리 8.6km로 변경[2]
- 2017년 12월 27일 : 노선명을 부산광역시도 제14호선 사상대로(가칭)로 변경 및 노선 구간을 강서구 가락동 ~ 수영구 황령대로 20.5km로 변경[3]

## 주요 경유지
부산광역시
- 강서구 - 사상대교 - 사상구 - 부산진구 - 수영구

## 노선
아래 노선은 계획 중인 구간으로 실제 착공시 노선은 변경될 수 있다.
| 이름               | 접속 노선                                                         | 소재지     | 소재지 | 비고   |
| ------------------ | ----------------------------------------------------------------- | ---------- | ------ | ------ |
| 봉림 교차로        | 국가지원지방도 제69호선 부산광역시도 제77호선 (가락대로) 조만로   | 부산광역시 | 강서구 | 미개통 |
| 강동119안전센터    | 부산광역시도 제21호선 (제도로)                                    | 부산광역시 | 강서구 | 미개통 |
| (교차로 명칭 미정) | 부산광역시도 제31호선 (공항로)                                    | 부산광역시 | 강서구 | 미개통 |
| 사상대교           |                                                                   | 부산광역시 | 강서구 | 미개통 |
| 사상대교           | 사상구                                                            | 부산광역시 |        | 미개통 |
| 괘법교 서단        | 부산광역시도 제41호선 (낙동대로) 부산광역시도 제4103호선 (광장로) | 부산광역시 | 미개통 |        |

## 같이 보기
- 사상대교